# Proceraea prismaticus
Proceraea prismaticus är en ringmaskart som först beskrevs av Müller in Fabricius 1780.  Proceraea prismaticus ingår i släktet Proceraea och familjen Syllidae. Inga underarter finns listade i Catalogue of Life.